# 英國鐵路599型電動列車
英國鐵路599型電動列車（英語：British Rail Class 599）是一款由都城嘉慕建造的電動列車，行走於泰恩-威爾地鐵。該款列車的設計參照當時在西德製造和行走的B型城鐵車輛，總數為90列（其中兩列為樣板車），每列2節車廂。在現時的日常運作中，每兩列列車併結成一列4節列車行走。
該款列車於1980年隨泰恩-威爾地鐵通車而投入服務，一直行走至今。由施泰德鐵路建造的英國鐵路555型電動列車將由2024年起逐步取代該款列車。

## 命名
該款列車最初名為Metrocar。2002年，因應泰恩-威爾地鐵延伸至新特蘭，該款列車需要行走屬於英國鐵路網公司的重鐵路段，因此管理全英國列車調度的TOPS系統以車型編號599辨識該款列車。此後的正式文件提及該款列車時一般同時使用599型（Class 599）及Metrocar兩個稱呼。

## 投入營運
英國政府根據《1972年地方政府法案》，於1974年成立泰恩-威爾郡。其中一個由此衍生的計劃是在該郡建造地鐵：《泰恩賽德都會鐵路法案》（Tyneside Metropolitan Railway Bill）於1973年獲得通過。新成立的泰恩-威爾客運交通局隨即斥資2,500萬英鎊購買90列列車。
編號4001及4002的樣板列車在1975年建成後，被運到位於紐卡素以北沃爾森德的測試場地試車。這兩列列車兩端最初設有太平門，方便乘客在隧道中遇上緊急情況時逃生；但由於後來有關方面在地鐵隧道內加建逃生通道，其後建造的列車並沒有採用此設計，而兩列樣板列車及後亦拆除太平門，於1987年加入營運行列。其餘列車則於1978年至1981年間陸續建成及投入服務。
泰恩-威爾地鐵分別於1991年及2002年延長至紐卡素國際機場及新特蘭。泰恩-威爾客運交通局未有就地鐵系統擴充增購列車，而以提高列車使用率應付新增需求。

## 設計、外觀與翻新
泰恩-威爾地鐵列車以當時在西德製造和行走的B型城鐵車輛為藍本設計而成。每列列車為2節編成，中央設關節式轉向架。列車從1500伏特直流電的架空電纜取電，設有氣動車門、空氣制動以及磁軌緊急制動。駕駛室位於車頭左方，車頭其餘部份則作載客用途，因此乘客可以直接觀看前方景物。
該款列車原本的設計容許每三組列車併結為一列6節列車行走，但由於當時的英國政府資金拮据、需要緊縮開支，部份月台未獲加建，實際營運僅以每兩組列車併結為一列4節列車。
泰恩-威爾地鐵列車在1990代髹上紅、藍、黃三色塗裝，並於1996年至2000年間獲首次翻新。其後該款列車在2012年起進行第二次翻新，車身配色改為黑、黃相間，內籠則改以灰色為主，並加設無障礙設施，以符合2010年生效的《鐵路車輛無障礙規定》。然而由於財政及技術因素，樣板列車（4001及4002）以及4040和4083共四列列車未獲翻新，地鐵當局需為該四列列車向英國交通部申請豁免設置無障礙設施，並只在繁忙時間派出這些列車行走。至於其餘獲得翻新的列車亦因車廂與月台之間的空隙大於《鐵路車輛無障礙規定》定下的上限，而需申請豁免設置登車斜板。
為紀念泰恩-威爾地鐵啟用40周年，4001號列車於2020年被髹上結合三代配色的特別塗裝。

## 退役、替代及保存
英國財政部於2017年批准撥款3億3700萬英鎊，為泰恩-威爾地鐵更新列車。瑞士施泰德鐵路於2020年贏得為數42列新列車的合約，並會為泰恩-威爾地鐵興建一座新車廠。同年3月，財政部在年度預算案中指出有關泰恩-威爾地鐵的預算包括額外購買4列列車的費用，意味新列車總數為46列。泰恩-威爾客運交通局原本預料新車於2023年起投入服務，後來改稱有關時間將為2024年。
截至2023年10月，共有四列列車因無法行走而被拆毀。編號4022的列車是第一列退役的泰恩-威爾地鐵列車。它於2017年在車廠中出軌後被拆毀。
2023年10月，泰恩-威爾客運交通局表示4001號列車在退役後會被捐贈到史蒂芬生鐵路博物館，另一列則會被捐往比米什博物館。由於所需費用問題，泰恩-威爾客運交通局宣稱未能捐贈更多退役列車。